# VinFast LUX SA2.0
VinFast LUX SA2.0 – samochód osobowy typu SUV klasy wyższej produkowany pod wietnamską marką VinFast w latach 2019 – 2022.

## Historia i opis modelu

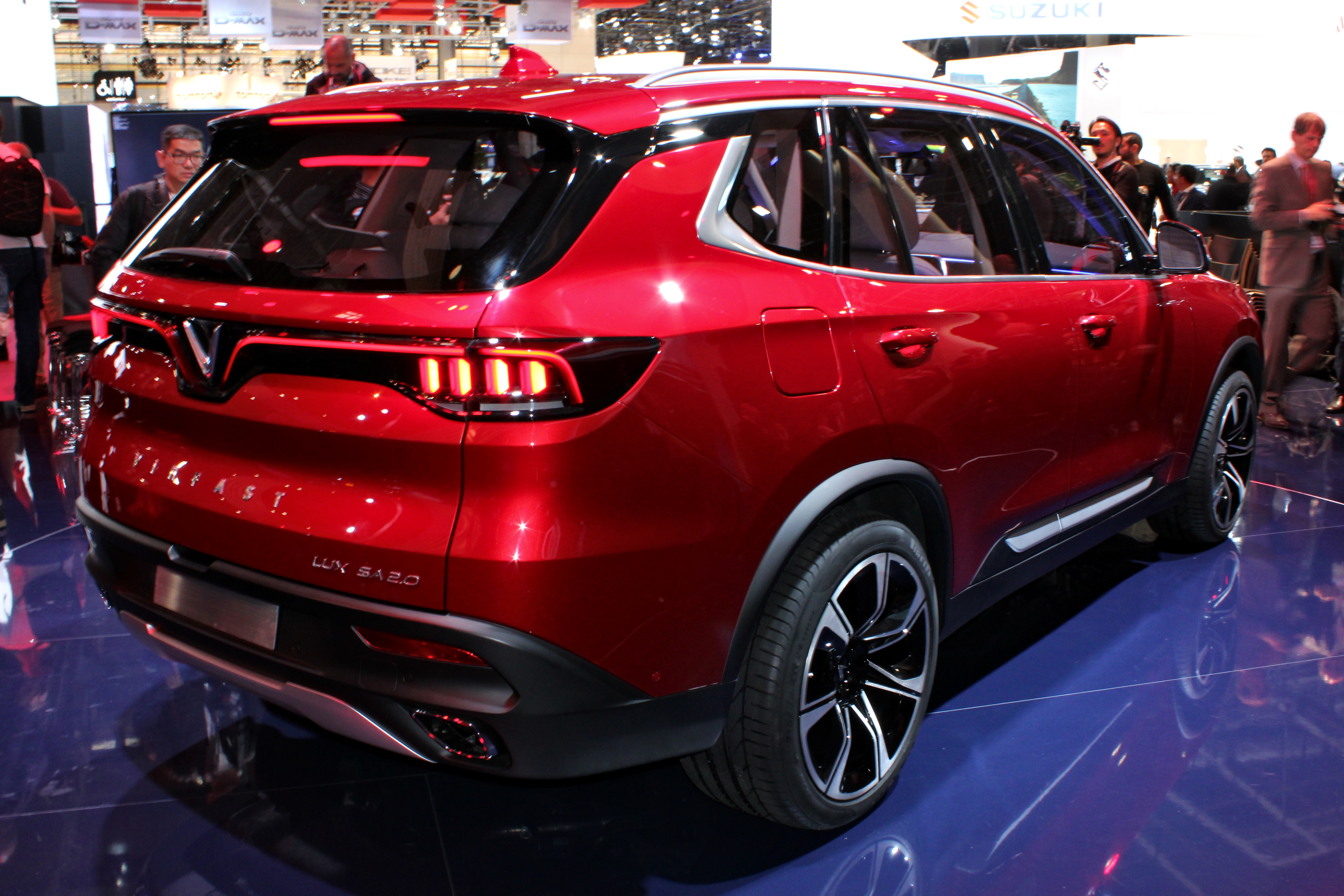
VinFast LUX SA2.0 – tył

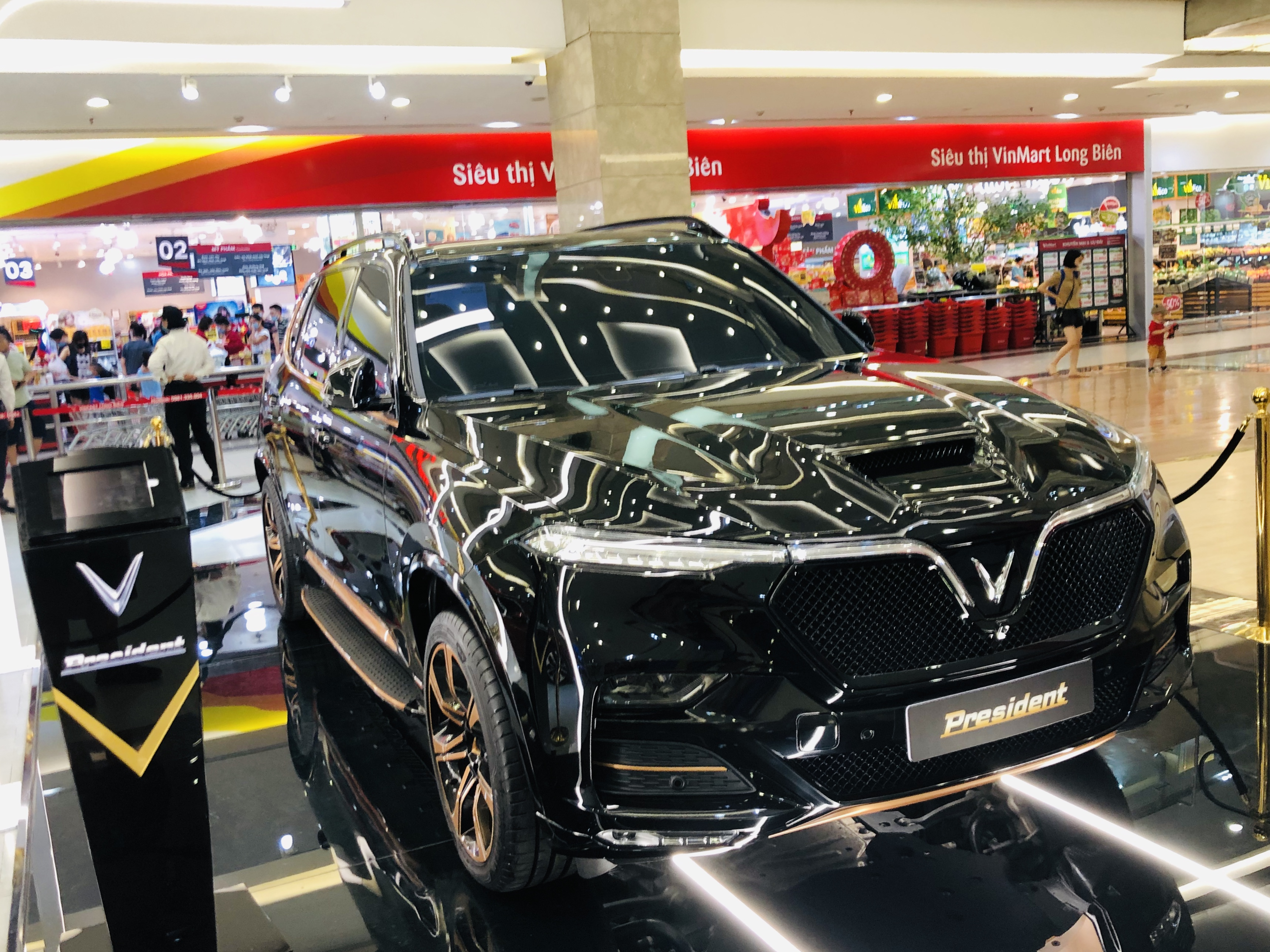
VinFast President

SUV LUX SA2.0 został przedstawiony jesienią 2018 roku razem z limuzyną LUX A2.0 jako dwa pierwsze produkcyjne pojazdy tego wietnamskiego startupu założonego w 2017 roku. Pojazd został opracowany w oparciu o płytę podłogową BMW X5 trzeciej generacji oznaczonej kodem fabrycznym F15, zapożyczając od niego także podzespoły techniczne, silnik i elementy wystroju kabiny pasażerskiej na mocy licencji. 
Stylistyka SUV-a VinFasta powstała we włoskim biurze projektowym Pinifarina, które opracowało także wygląd sedana LUX A2.0. Podobnie do tego modelu, samochód zyskał takie charakterystyczne cechy wyglądu, jak wąskie paski z diodami LED przy krawędzi maski, a także dużą atrapę chłodnicy z wyeksponowanym logo producenta.

### President
We wrześniu 2020 roku VinFast przedstawił topową, luksusową odmianę LUX SA2.0 o nazwie VinFast President. Samochód wyróżnia się dodatkowym wlotem powietrza na masce, innym wzorem atrapy chłodnicy i detalami w karoserii, a także innym projektem kokpitu, bogatszym wyposażeniem i większym rozstawem osi. VinFast President napędzany był 6,2-litrowym silnikiem V8 o mocy 455 KM, który został dostarczony przez amerykański koncern General Motors.

### Sprzedaż
Równolegle z modelami LUX A2.0 i Fadil, produkcja SUV-a marki VinFast rozpoczęła się w lipcu 2019 roku w zakładach na przedmieściach wietnamskiego miasta Hajfong. W ciągu pierwszego roku sprzedaży pojazdu na rodzimym rynku LUX SA2.0 znalazła 323 nabywców. Podobnie jak w przypadku modeli Fadil i LUX A2.0, produkcję zakończono z końcem 2022 roku w ramach obrania nowej strategii produktowej koncentrującej się na rozwoju wyłącznie globalnie sprzedawanych samochodów elektrycznych.

### Silnik
- R4 2.0l BMW N20B20
- V8 6.2l GM LT1